# Michal Breznaník
Michal Breznaník, né le 16 décembre 1985 à Revúca en Tchécoslovaquie, est un footballeur international slovaque, qui évolue au poste de défenseur.

## Biographie

### Carrière en club
Michal Breznaník dispute six matchs en Ligue des champions, et six matchs en Ligue Europa, pour deux buts inscrits.

### Carrière internationale
Michal Breznaník compte 10 sélections avec l'équipe de Slovaquie depuis 2012. 
Il est convoqué pour la première fois en équipe de Slovaquie par le sélectionneur national Michal Hipp, pour un match amical contre la Turquie le 29 février 2012. Il entre à la 61e minute de la rencontre, à la place de Miroslav Stoch. Le match se solde par une victoire 2-1 des Slovaques.

## Palmarès
- Avec le Slovan Bratislava
  - Champion de Slovaquie en 2009 et 2011
  - Vainqueur de la Coupe de Slovaquie en 2010
  - Vainqueur de la Supercoupe de Slovaquie en 2009

- Avec le Slovan Liberec
  - Champion de Tchéquie en 2012
  - Vainqueur de la Coupe de Tchéquie en 2015

- Avec le Sparta Prague
  - Vainqueur de la Supercoupe de Tchéquie en 2014